# Landres

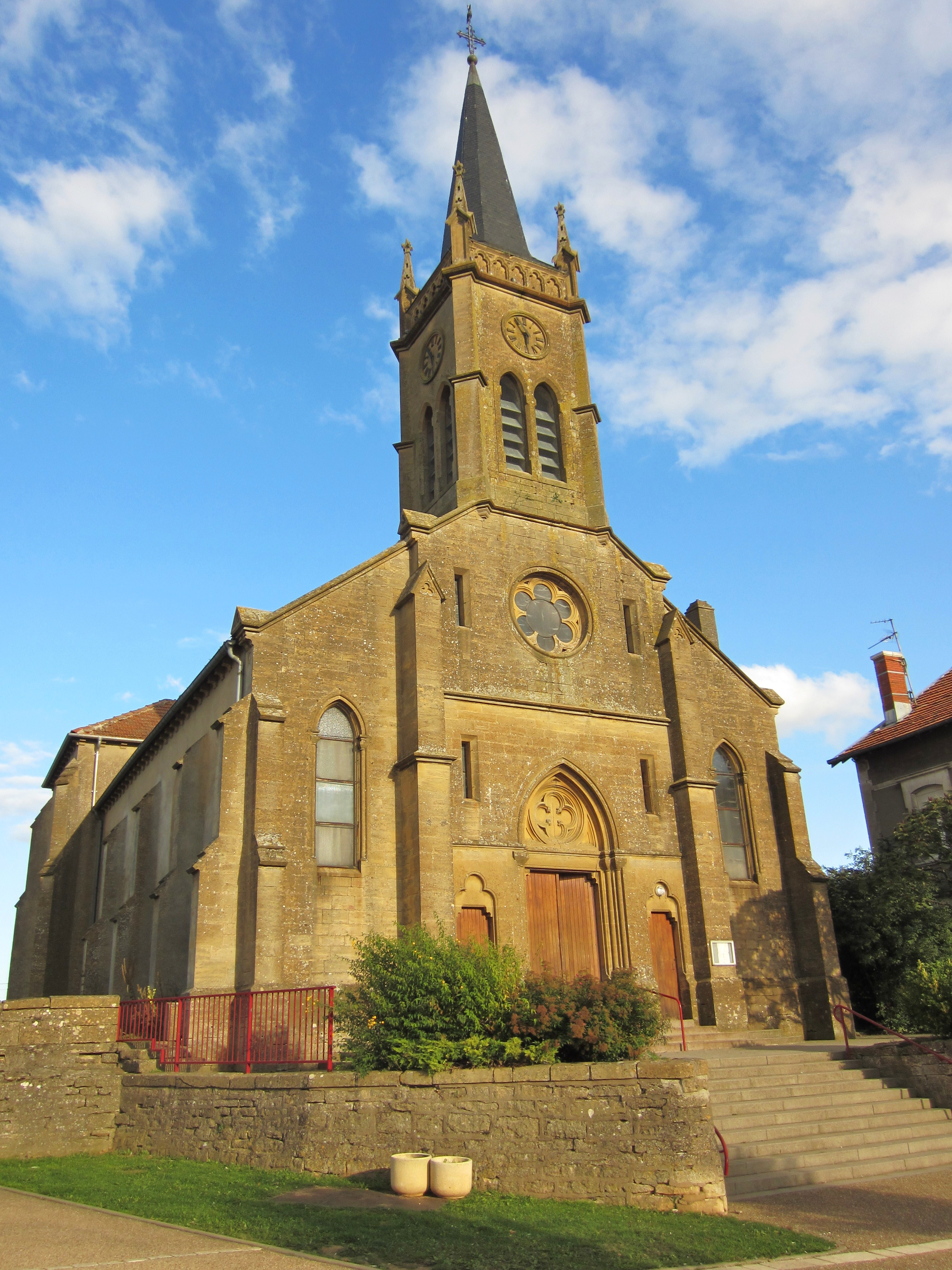
Kościół w Landres (2011)

Landres – miejscowość i gmina we Francji, w regionie Grand Est, w departamencie Meurthe i Mozela.
Według danych na rok 1990 gminę zamieszkiwało 959 osób, a gęstość zaludnienia wynosiła 119 osób/km² (wśród 2335 gmin Lotaryngii Landres plasuje się na 380. miejscu pod względem liczby ludności, natomiast pod względem powierzchni na miejscu 744.).

## Populacja

Populacja Landres w latach 1962–2008